# 布若拉山
48°25′59.9″N 23°8′36.3″E / 48.433306°N 23.143417°E
布若拉山（烏克蘭語：Бужора）是烏克蘭的山峰，位於西部外喀爾巴阡州，處於伊爾沙瓦東北面，屬於烏克蘭喀爾巴阡山脈的一部分，海拔高度1,081米。